# سيباستيان بينيك
سيباستيان بنيك (بالألمانية: Sebastian Bieniek) (24 نيسان 1975-9 شهر فبراير 2022) هو مخرج سينمائي وفنان وكاتب مسرحي وكاتب ألماني، ولد في مدينة كزارنوواسي (بولندا).

## نشأته
امضى سيباستيان بينيك طفولته في بولندا، وعند مراهقته هاجر مع عائلته إلى ألمانيا، كان يهتم بالفن والرسم على وجه التحديد من فترة مبكرة حياته، شارك في العديد من المعارض في سن العشرين، دخل كلية براونشفايغ للفنون، وتليها الماجستير في الفنون من جامعة برلين للفنون حيث قدّم أول أفلامه، عمل في الخارج فيما بعد وحصل على منحة من عمل الشباب الفرنسي-الألماني في رين حيث إنجز العديد من الأعمال، عام 2002 بدأ سيباستيان بنيك دراسته في الأكاديمية الألمانية للسينما والتلفزيون.

## أفلامه
- 2002: صفر
- 2004: رمل
- 2005: سكر
- 2007: المقامرون(فيلم)
- 2008: إكمال دورة سلفيستر

## روابط خارجيّة
- لموقع الرسمي لسيباستيان بينيك مع أفلامه
- الموقع الرسمي لسيباستيان بينيك مع لوحاته
- سيباستيان بينيك من موقع imdb

## روابط خارجية
- سيباستيان بينيك على موقع IMDb (الإنجليزية)
- سيباستيان بينيك على موقع أول موفي (الإنجليزية)
- سيباستيان بينيك على موقع قاعدة بيانات الفيلم (الإنجليزية)
- سيباستيان بينيك على موقع كينوبويسك (الروسية)